# C/2014 UN271 Бернардинелли — Бернштейна
Комета C/2014 UN271 Бернардинелли — Бернштейна — долгопериодическая крупная комета из Облака Оорта с эллиптической орбитой, афелий приблизительно 40—55 тыс. а. е., перигелий — 10—18 а. е.
Обнаружена астрономами Педро Бернардинелли (англ. Pedro H. Bernardinelli) и Гэри Бернштейном (Gary M. Bernstein) на архивных снимках из исследования по проекту «Обзор тёмной энергии».
На первом изображении, полученном в октябре 2014 года, объект находился на расстоянии 29 а.е. (4,3 млрд км) от Солнца, почти на расстоянии орбиты Нептуна, и это было наибольшее расстояние, на котором была обнаружена комета.
В 2021 году комета приблизилась к Солнцу с расстояния 21 а.е. (3,1 млрд км) до 19 а.е. (2,8 млрд км). Своего перигелия в 10,9 а.е. (недалеко от орбиты Сатурна) комета достигнет в январе 2031 года.

## Номенклатура
Первоначально объекту было присвоено временное обозначение малая планета 2014 UN271, где 2014 — год, когда было сделано первое изображение обнаружения, U — полугодие обнаружения (вторая половина октября), а N271 — счётчик обнаружения за это полугодие. После подтверждения кометной активности Центром малых планет объекту было присвоено официальное кометное обозначение C/2014 UN271 (Бернардинелли — Бернштейна) с префиксом C/, указывающим на первое наблюдение кометы.

## Наблюдения
Абсолютная магнитуда C/2014 UN271 в момент её открытия (обнаружения) по изображениям была 7,8m.
В то время C/2014 UN271 имела вид астероида с предполагаемым диаметром около 100 км. Если бы кометная активность присутствовала во время первоначальных наблюдений, то её ядро было бы значительно меньше. 22 июня 2021 года Тим Листер наблюдал и сообщил о кометной активности на телескопе обсерватории Лас-Камбрес в Сазерленде, Южная Африка, и Лука Буцци на дистанционном телескопе SkyGems в Намибии.

## Орбита

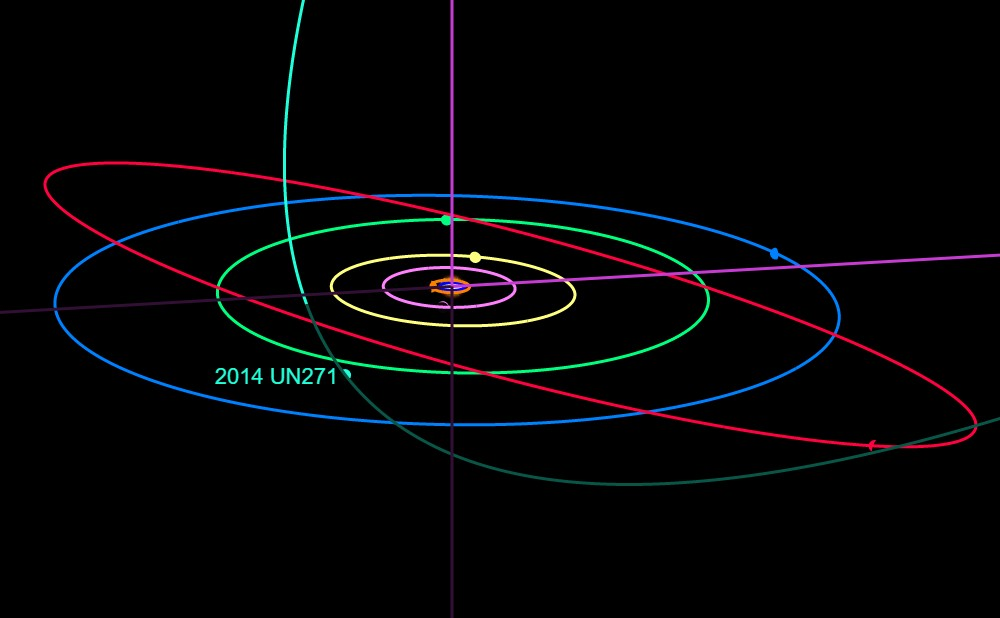
Диаграмма орбиты кометы

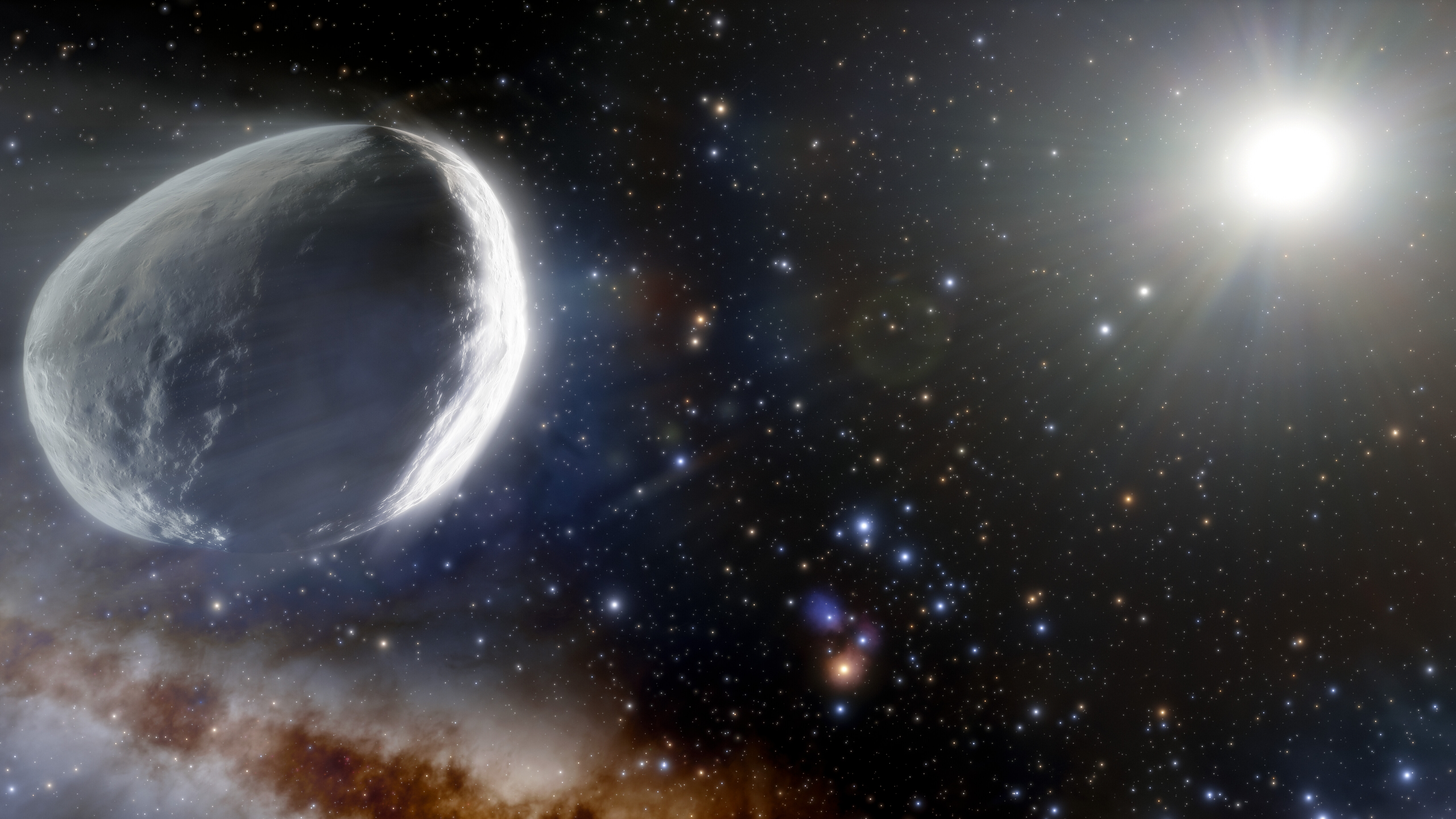
Комета Бернардинелли — Бернштейна во внешней области Солнечной системы в представлении художника

По угловым наблюдениям в течение нескольких лет, используя десятки наблюдений, орбита кометы C/2014 UN271 надёжно известна. Её примерная орбита имеет большую полуось 20 000 а.е. (0,3 светового года). Это указывает на то, что около 1,5 млн лет назад комета C/2014 UN271 была в афелии в облаке Оорта и находилась на расстоянии в 40 000 а.е. (0,6 св. года) от Солнца. Наклонение орбиты (i) = 95 °. Последний раз комета прошла перигелий 3,5 млн лет назад, приблизившись к Солнцу на расстояние 18 а. е.
Следующее расчётное максимальное сближение с Солнцем произойдёт в 2031 году, тогда комета приблизится к Солнцу на расстояние приблизительно 10,97 а.е. (на уровне орбиты Сатурна).
| Комета                                    | Внутренняя граница Эпоха 1950 Барицентрический Афелий (а.е.) | Внешнняя граница Эпоха 2050 Барицентрический Афелий (а.е.) |
| ----------------------------------------- | ------------------------------------------------------------ | ---------------------------------------------------------- |
| C/1980 E1 (Эдвард Боуэлл)                 | 75 000                                                       | гиперболическая                                            |
| C/1999 F1 (Каталина)                      | 54 000                                                       | 66 000                                                     |
| C/2003 A2 (Gleason)                       | 47 000                                                       | 15 000                                                     |
| C/2006 P1 (Макнота)                       | 67 000                                                       | 4 100                                                      |
| C/2010 U3 (Boattini)                      | 34 000                                                       | 9 900                                                      |
| C/2011 L4 (PANSTARRS)                     | 68 000                                                       | 4 500                                                      |
| Комета C/2012 S1 (ISON)                   | гиперболическая                                              | гиперболическая                                            |
| C/2013 A1 (Макнота)                       | 52 000                                                       | 13 000                                                     |
| C/2013 US10 (Каталина)                    | 38 000                                                       | гиперболическая                                            |
| C/2014 UN271 (Бернардинелли — Бернштейна) | 40 000                                                       | 54 000                                                     |
| C/2017 K2 (PANSTARRS)                     | 50 000                                                       | 1 800                                                      |
| C/2017 T2 (PANSTARRS)                     | 74 000                                                       | 3 000                                                      |

## Комментарии
1. ↑  Для эпохи 01 января 1950 года орбитальный период был "PR= 9.99E+08 / 365.25 дней" = ~2.7 млн лет. В 1950 году комета была все еще на расстоянии 95 а.е. от Солнца и не входила в область планет солнечной системы.
2. ↑  По данным]] Эфемеридной системы Horizons On-Line [[Лаборатория реактивного движения|JPL]] показаны начальные гелиоцентрические эклиптические элементы осцилляции кометы (au или AU, а.е. — [[астрономическая единица]] длины, равная среднему радиусу орбиты Земли 149597870691±6 м, дни=days, степень =deg.): показаны эфемериды r (в астрономических единицах=heliocentric au) точки и диапазон отклонений трёх сигм (км). Дата обращения: 24 июля 2021. Архивировано 12 июля 2021 года.
3. 1 2  JPL 1 (4 года назад по дуге эллипса) комета находилась в эпоху 01 июля 2021 года и имела афелий (Q) = ~14 300 а.е. и период = ~604 000 лет. На нынешней орбите (6 лет назад по дуге эллипса), на которой комета находилась в эпоху 01 июля 2021 года, также имела афелий (AD) = 14 200 а.е. и период = ~600 000 years. Решения в основном те же самые.
4. ↑  Для эпохи 01 января 2100 года орбитальный период был "PR= 1.61E+09 / 365.25 дней" = ~4.4 млн лет. В 2100 году комета будет на расстоянии 84 а.е. от Солнца и будет входить в область планет солнечной системы.